# Osiedle im. św. Wojciecha (Kłodzko)

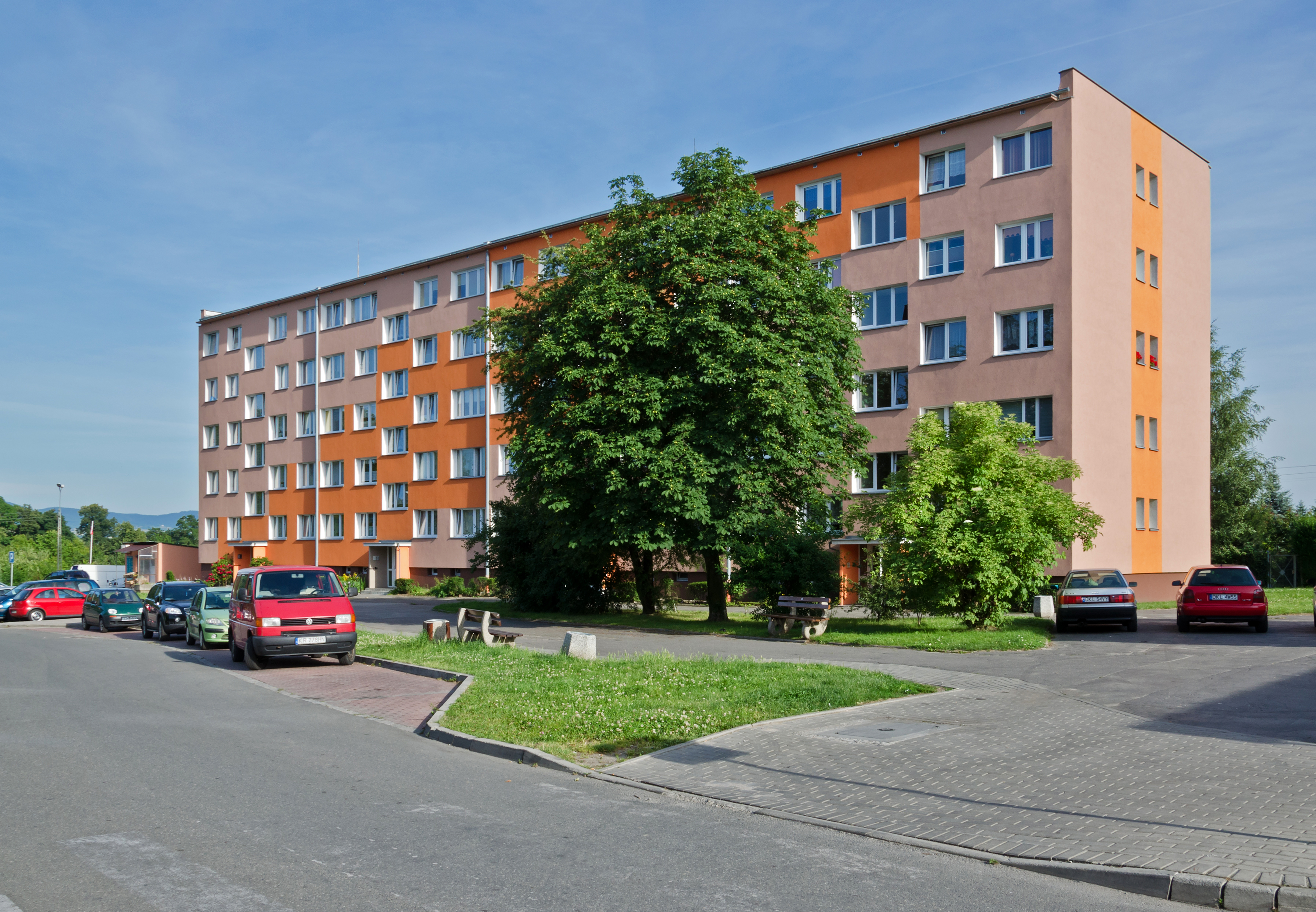
Ulica św. Wojciecha

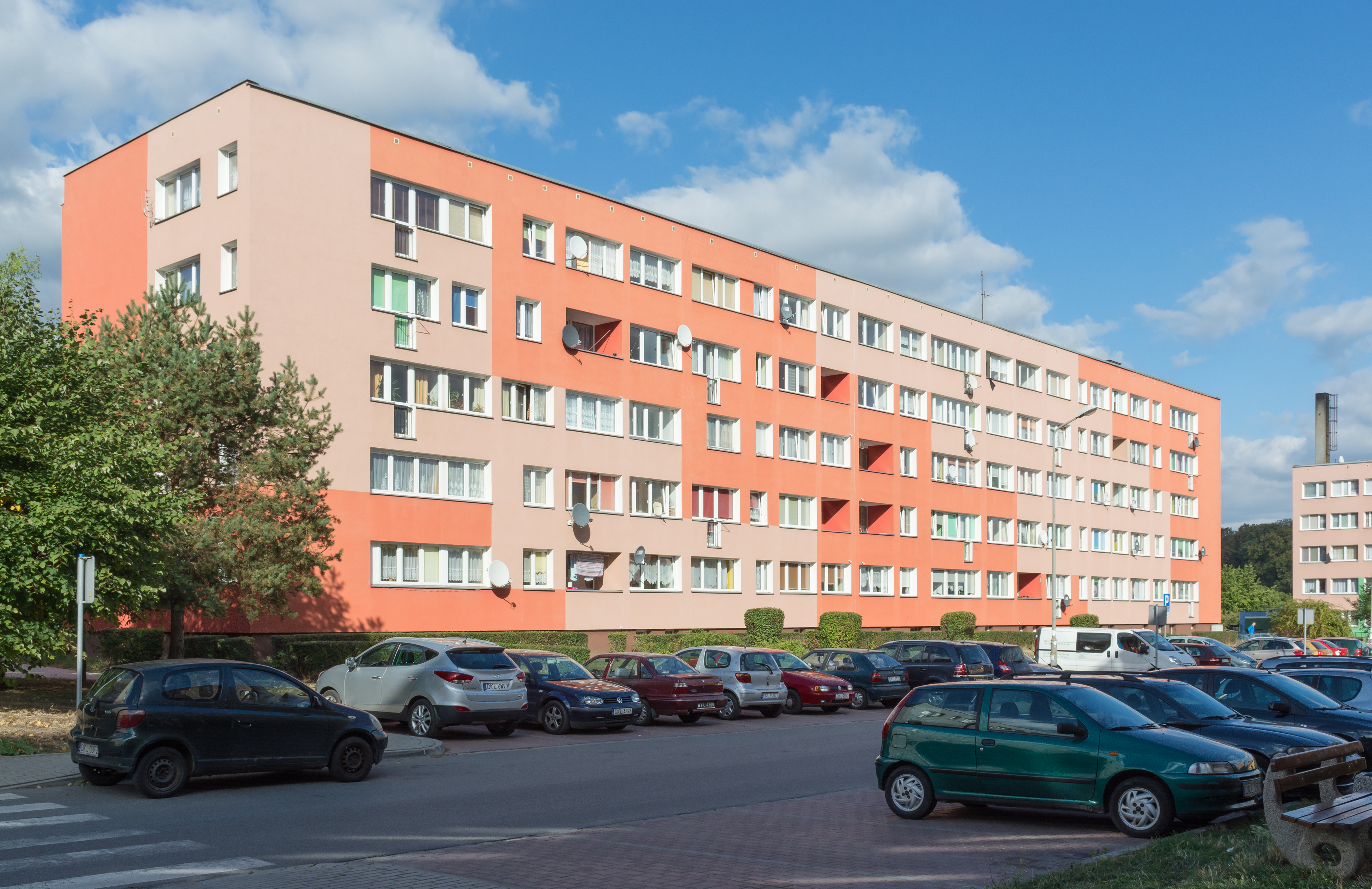
Ulica św. Wojciecha

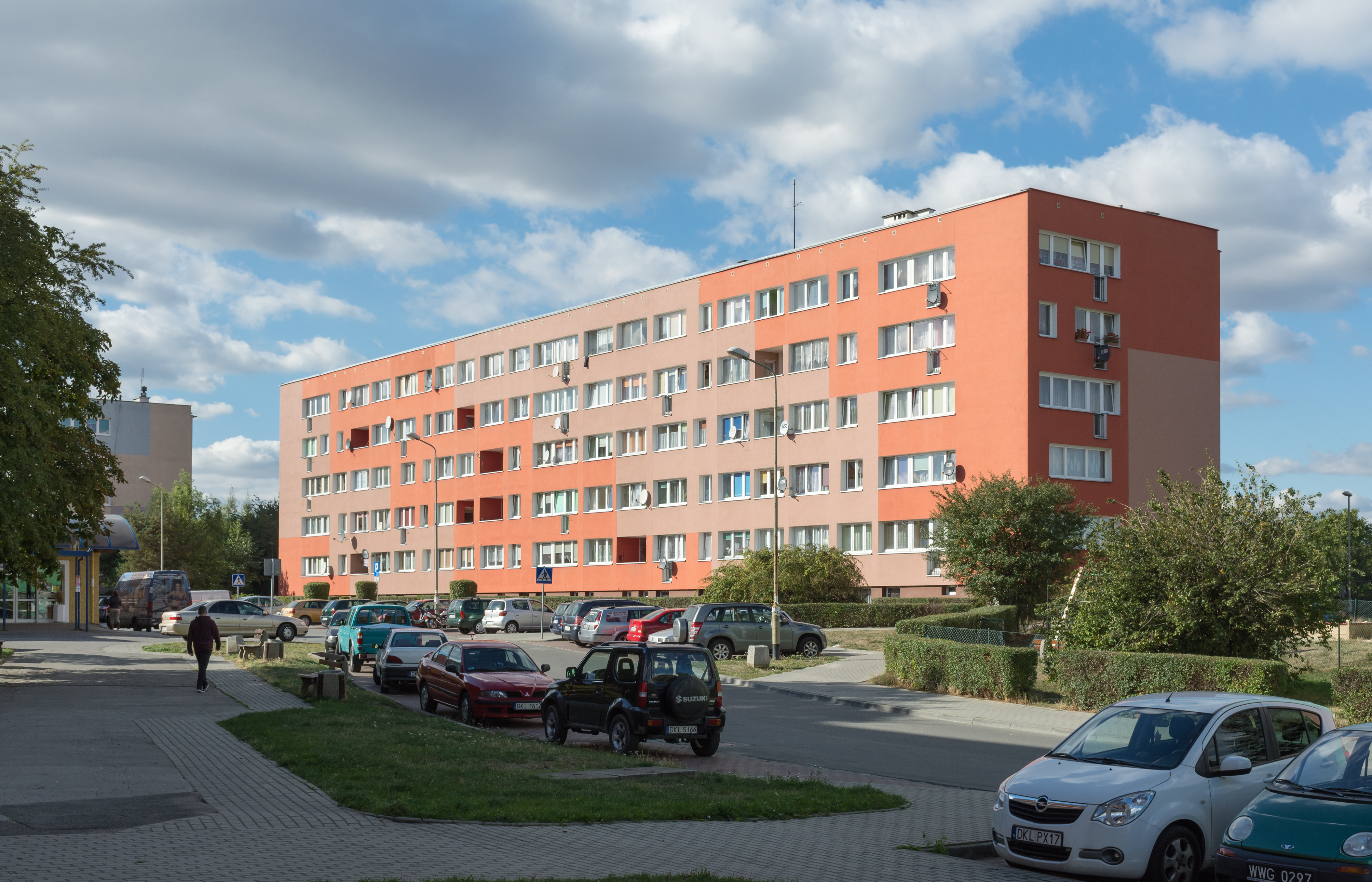
Ulica św. Wojciecha

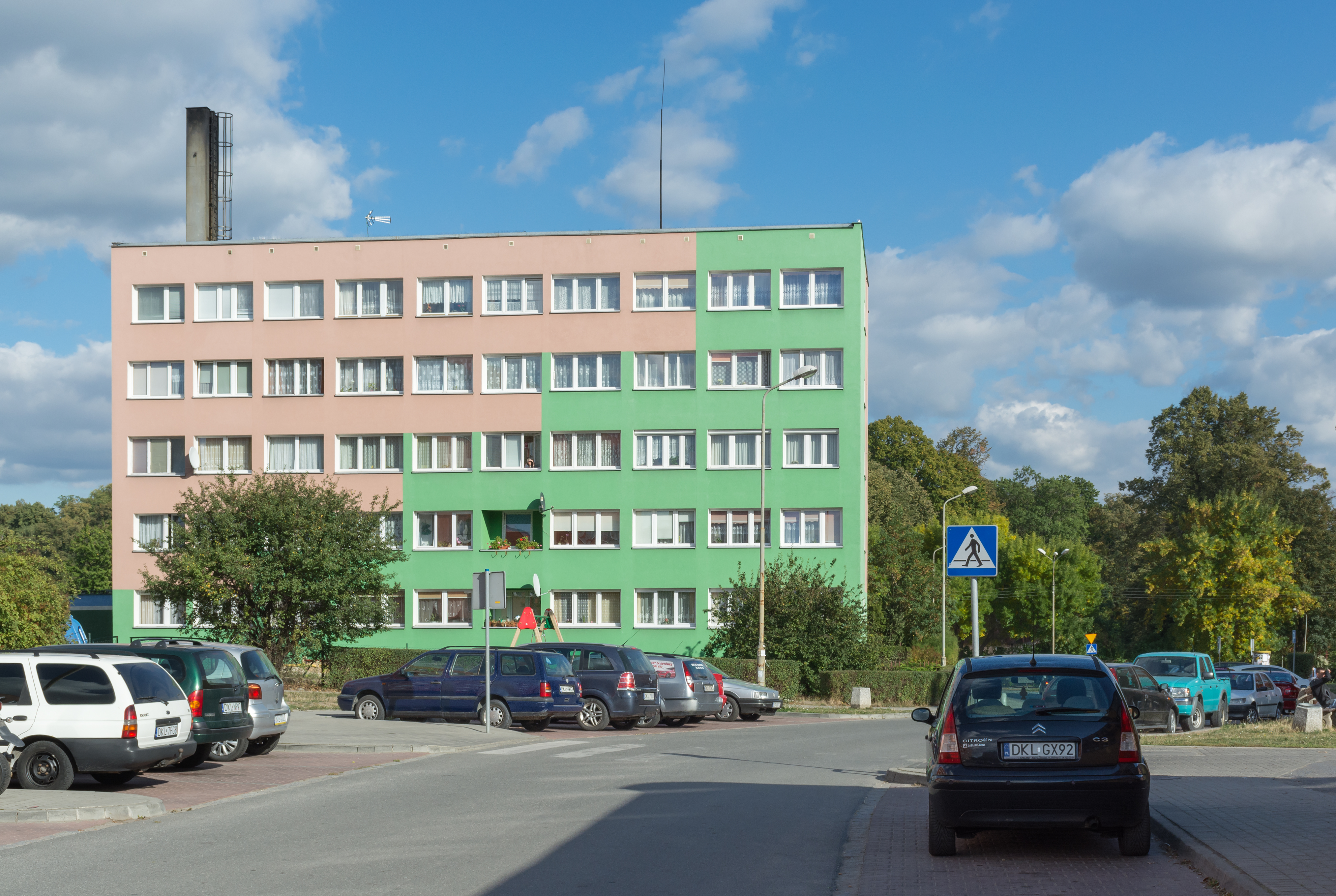
Ulica św. Wojciecha

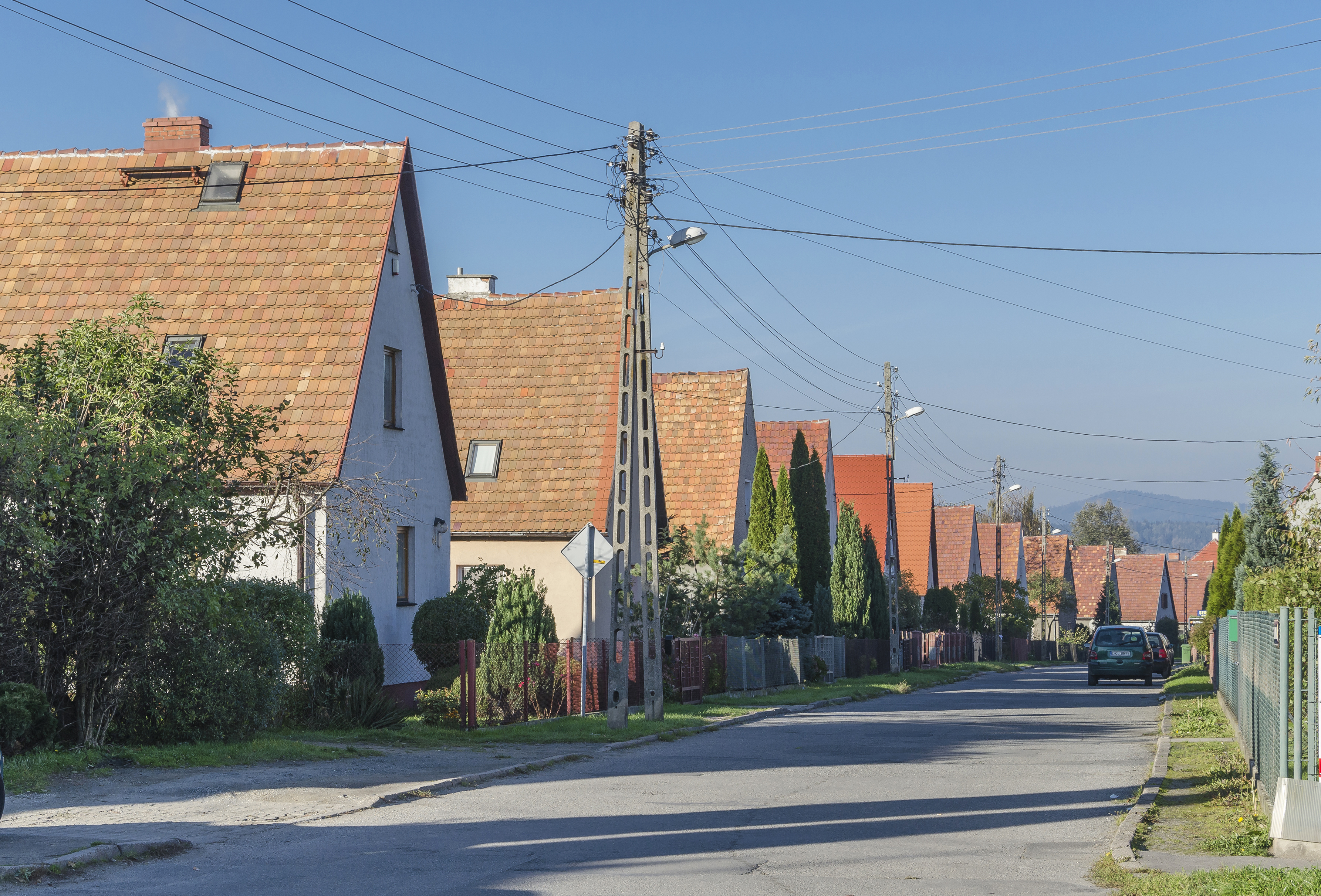
Ulica Jana Długosza

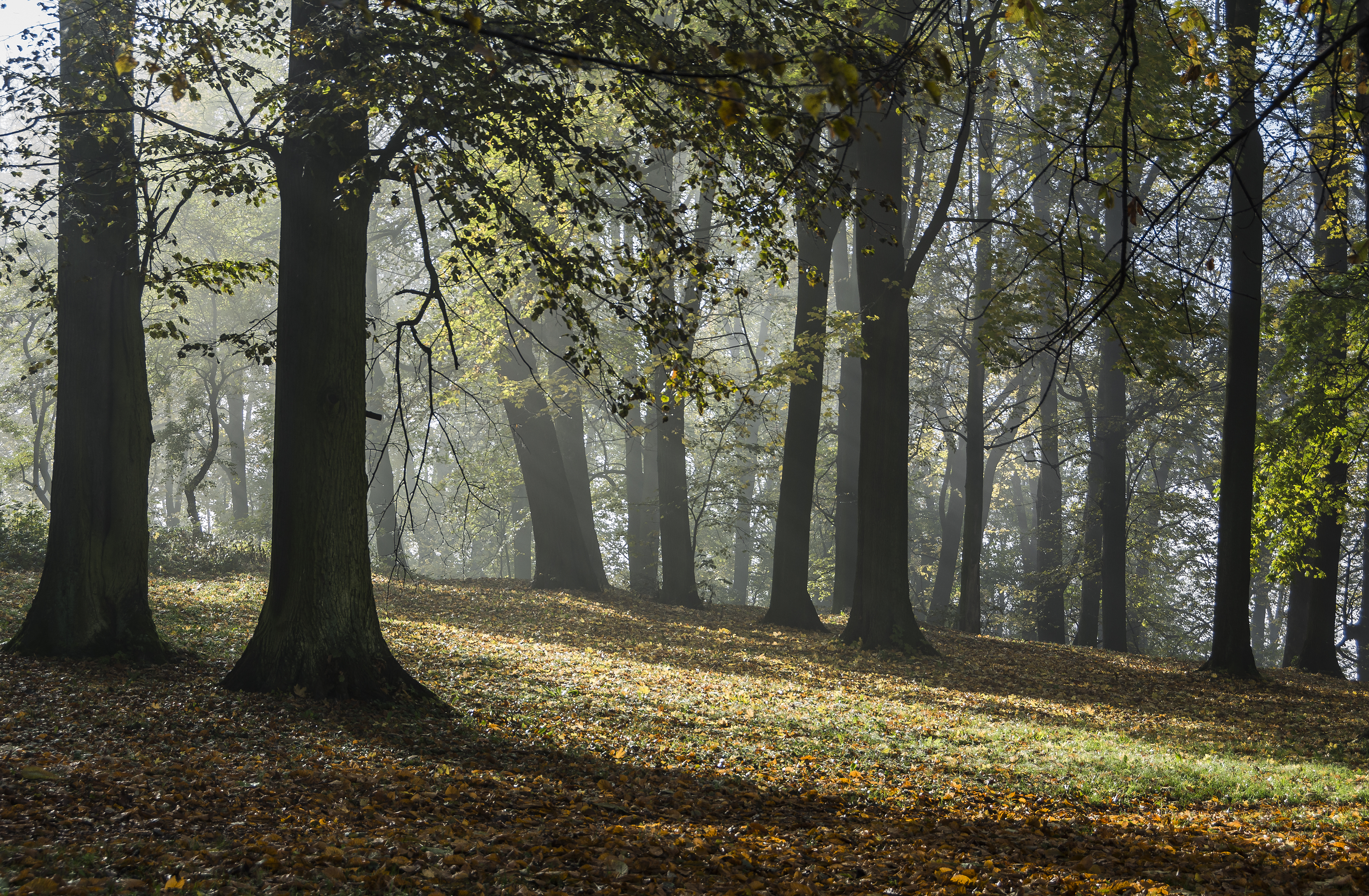
Park przy ul. Noworudzkiej

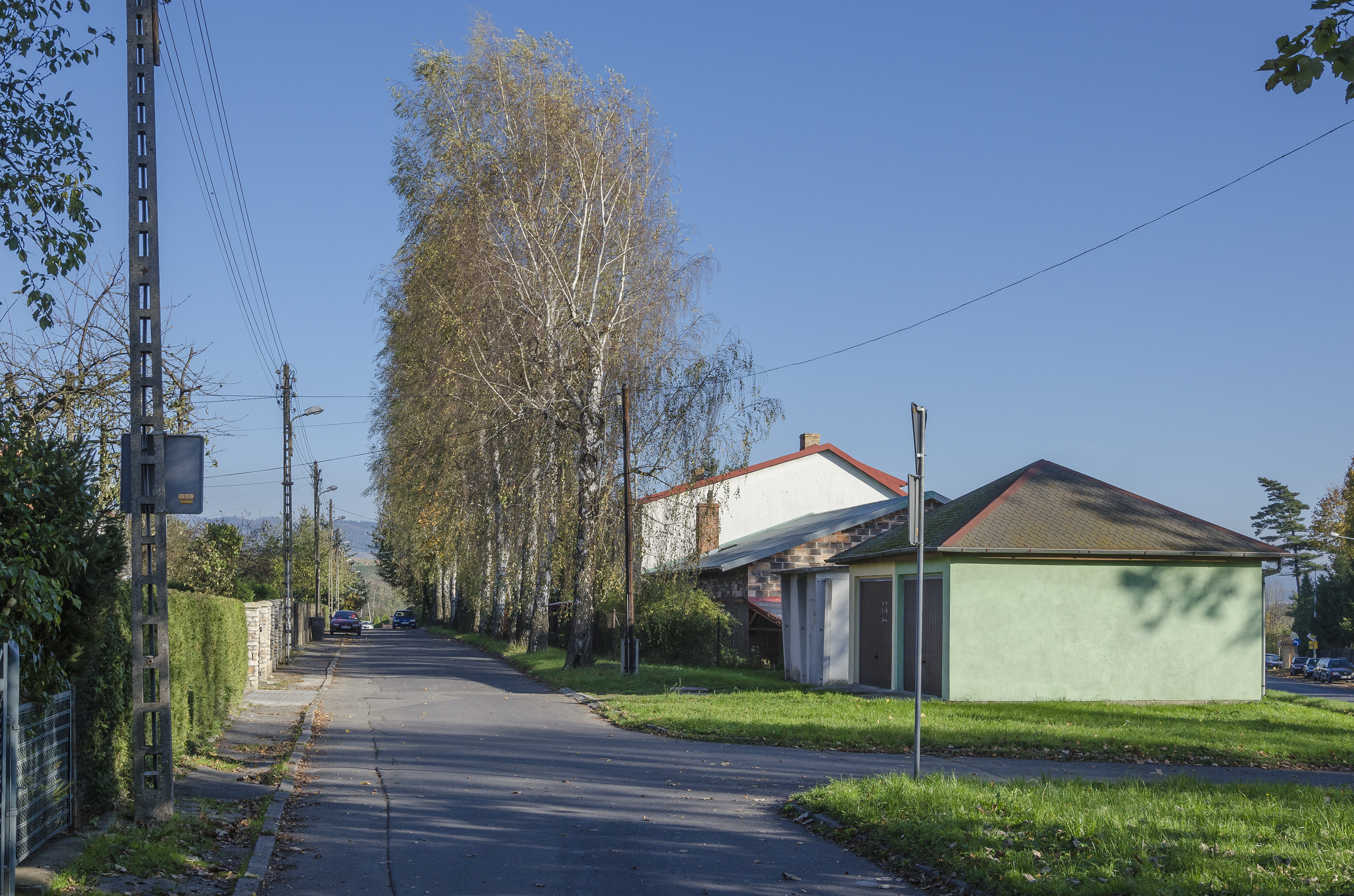
Ulica Michała Drzymały

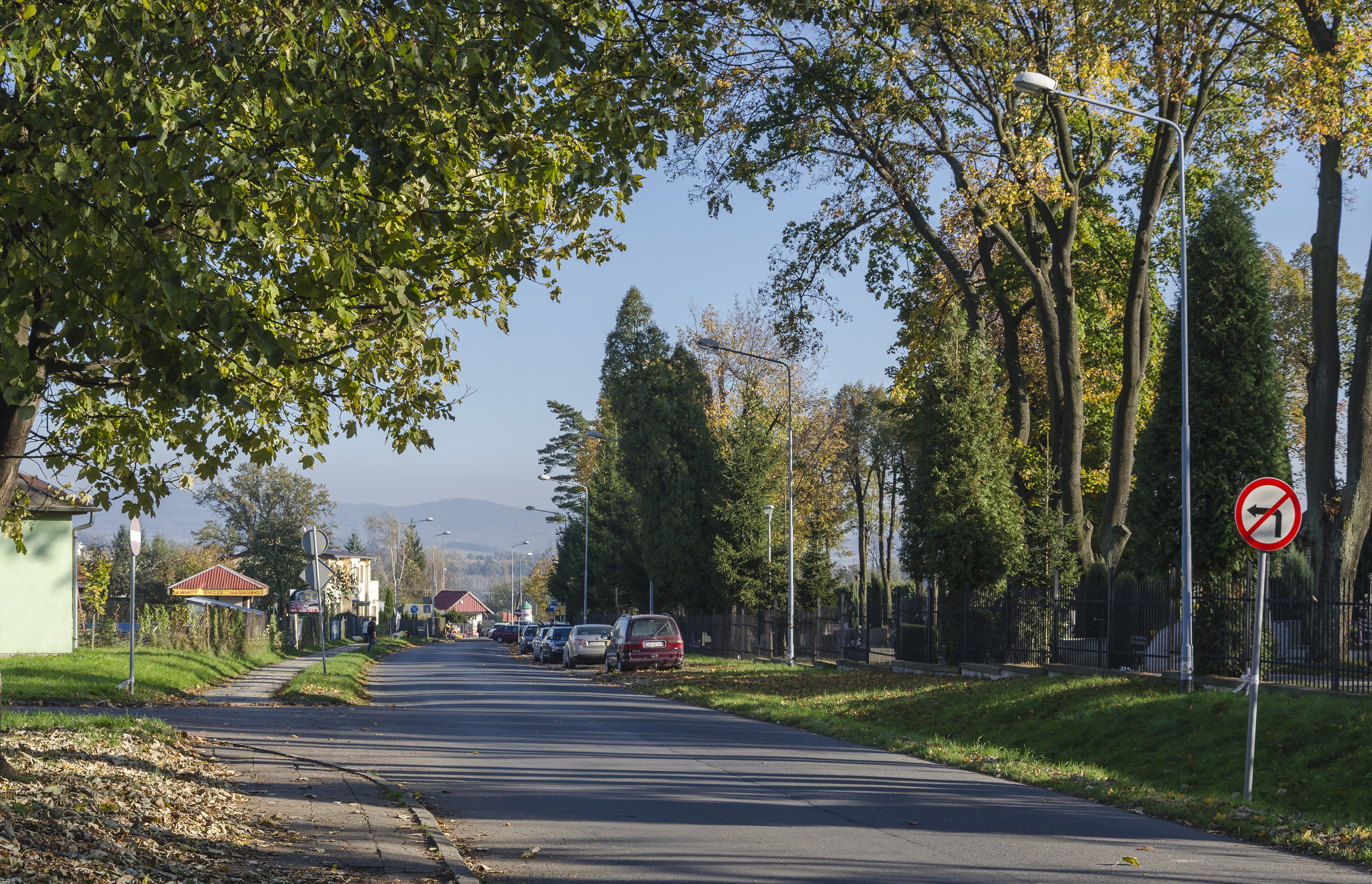
Ulica Korytowska

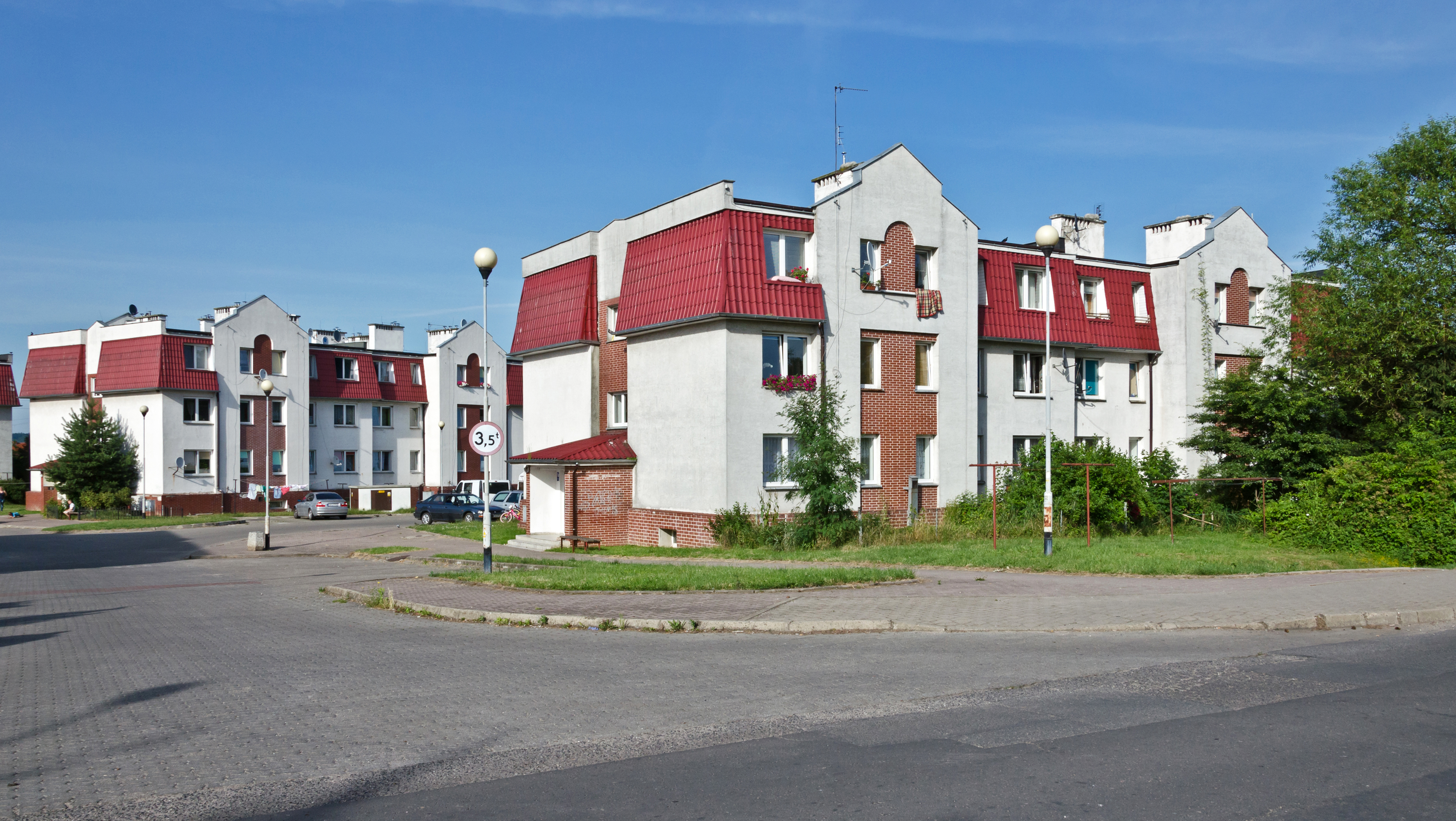
Ulica Korytowska

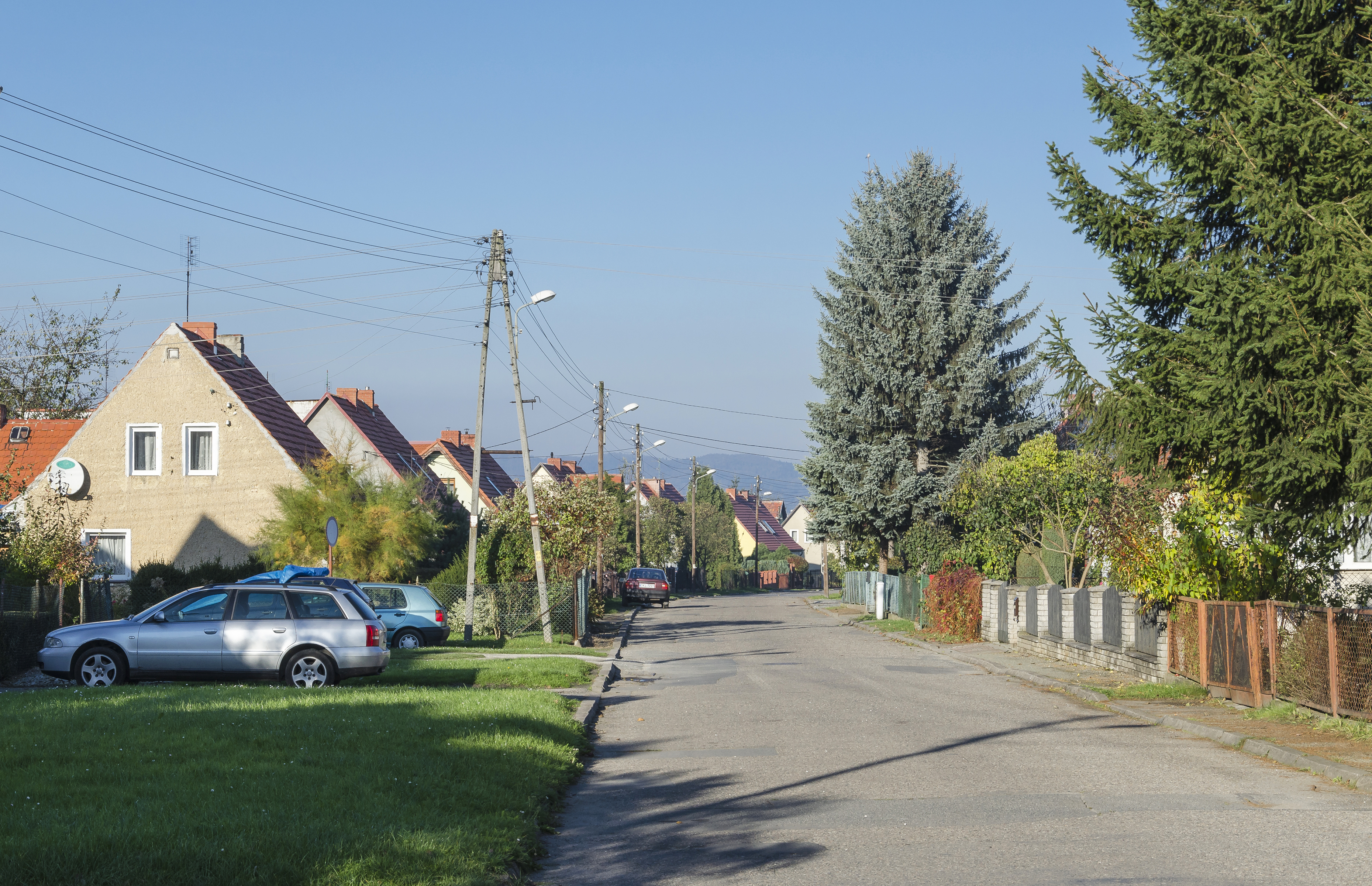
Ulica Józefa Kromera

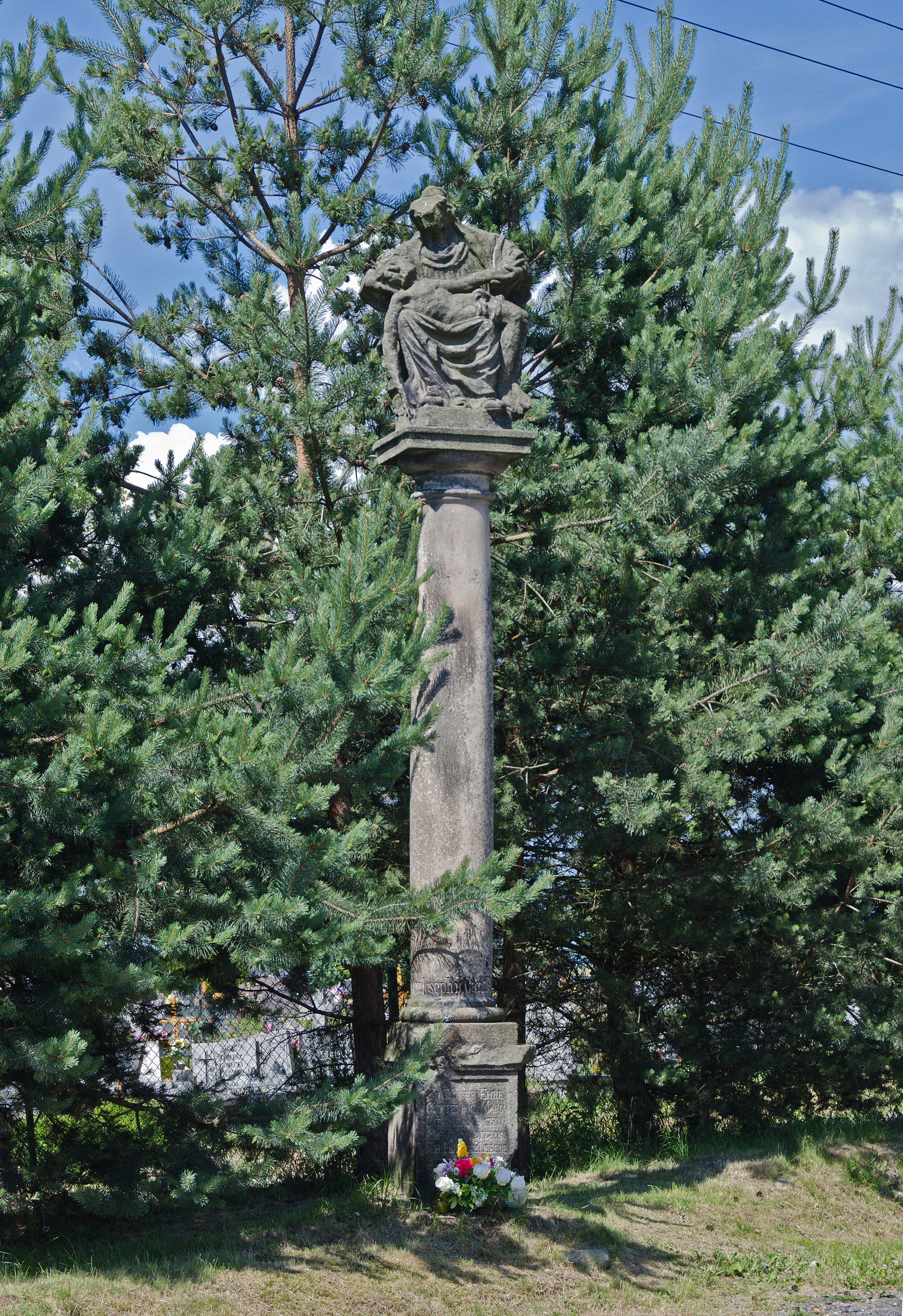
Kolumna Maryjna przy ul. Korytowskiej jeden z najstarszych zabytków osiedla

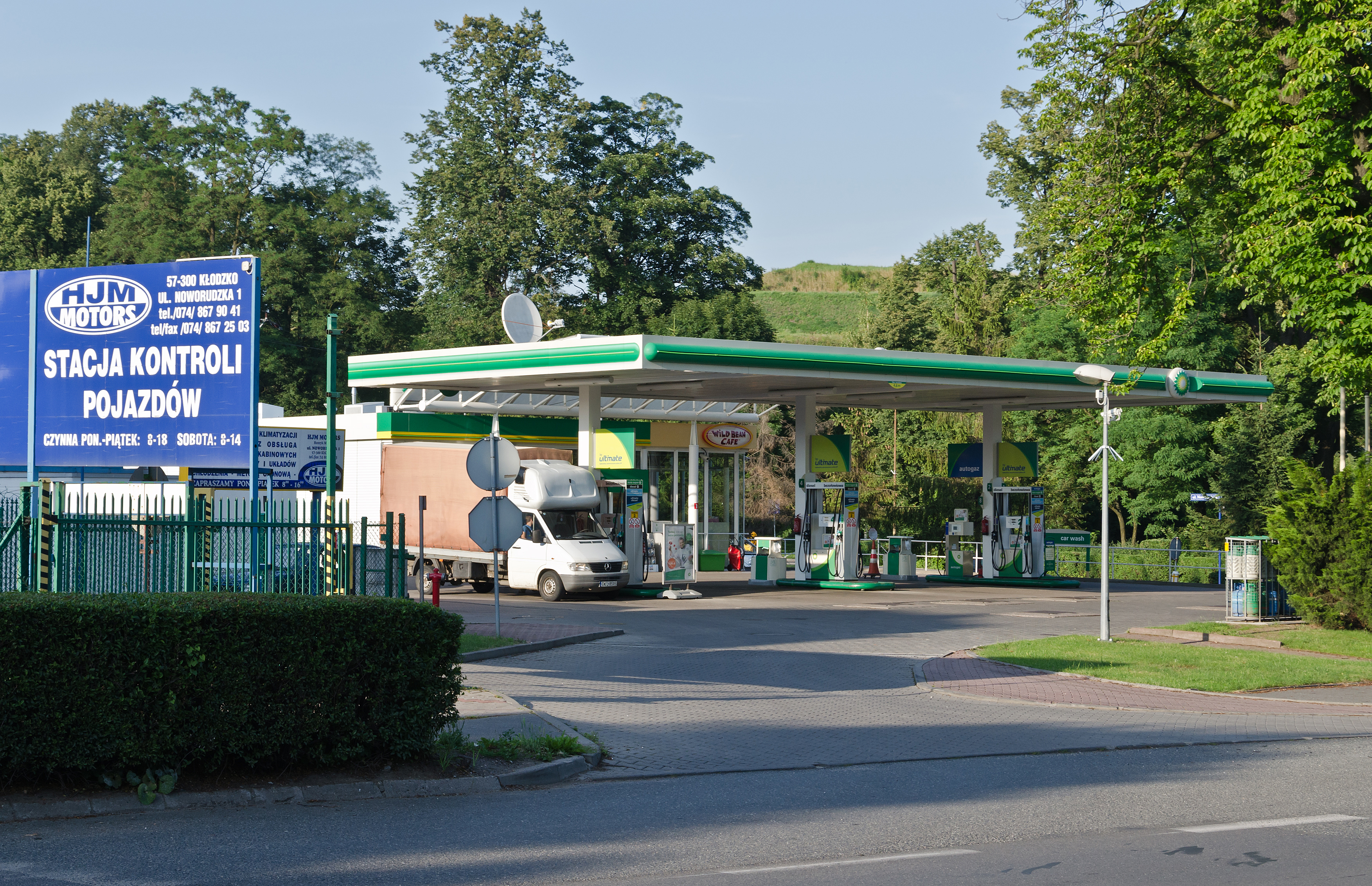
Stacja BP na skrzyżowaniu ważnych szlaków komunikacyjnych wiodących do Kudowy-Zdrój oraz Nowej Rudy

Osiedle im. św. Wojciecha – osiedle mieszkaniowe w Kłodzku, położone w północno-zachodniej części miasta. Powstało jako jedno z ostatnich osiedli z wielkiej płyty w stolicy ziemi kłodzkiej. Zamieszkuje je kilka tysięcy mieszkańców.

## Geografia

### Położenie geograficzne
Osiedle im. św. Wojciecha położone jest w północno-zachodniej części Kłodzka. Graniczy na zachodzie z Leszczynami, na północy z osiedlem Nowy Świat (dawne Ustronie Górne), na wschodzie ze Starym Miastem, a na południu z osiedlem im. Kruczkowskiego. Od centrum miasta oddalone jest o ok. 1 km.

### Warunki naturalne
Osiedle położone jest na wysokości 322–344 m n.p.m. Największe wzniesienia znajdują się w południowo-wschodniej części osiedla, zaś jego wysokość hipsometryczna stopniowo wzrasta w kierunku zachodnim w kierunku współczesnego cmentarza komunalnego. Połowa obszaru osiedla stanowi teren zabudowany, zaś jego pozostałą część ogródki działkowe, park i tereny przemysłowe.

## Historia
Teren, na którym stoi dzisiejsze osiedle, należał od czasów średniowiecza do jednego z kłodzkich przedmieść, zwanego czeskim. Nazwa ta wywodziła się od Bramy Czeskiej za murami której się rozwinęło. Przez obszar ten przechodziła ważny trakt handlowy z Wrocławia do Pragi zwany bursztynowym szlakiem, który krzyżował się z ważną drogą wiodącą w kierunku Radkowa i dalej do Broumova oraz Nowej Rudy.
Przedmieście Czeskie ulegało ciągłym zniszczeniom w trakcie wojen, jakie miały miejsce na ziemi kłodzkiej: wojny husyckie (1419-1436), wojna trzydziestoletnia (1618-1648) i podczas wojen śląskich (1740-1763). W związku z tym dominowała na nim dosyć rozproszona zabudowa.
W 1809 roku obszar ten został włączony oficjalnie do miasta. Mimo tego, dopiero po zniesieniu statusu miasta-twierdzy w 1877 roku przez władze niemieckie następuje powolna zabudowa tego obszaru. Jednak ze względu na spore zróżnicowanie terenu powstaje tutaj zbiornik wody pitnej dla miasta, a w ciągu kolejnych kilkudziesięciu lat założono tam dwa cmentarze: ewangelicki oraz wojskowy. Na skrzyżowaniu szosy wiodącej do Dusznik-Zdroju z drogą w kierunku Nowej Rudy powstał plac ćwiczeń dla wojska. 30 kwietnia 1892 roku między obecnymi ulicami Dusznicką a Korytowską utworzono Nowy Cmentarz Katolicki. W okresie dwudziestolecia międzywojennego w rejonie dzisiejszego osiedla założono jedynie ogródki działkowe oraz domy jednorodzinne na północ od cmentarza. Osiedle Północne, bo taką otrzymało ono nieoficjalną nazwę wzniesiono w latach 1933-1939.
Po przejęciu Kłodzka przez władze polskie w 1945 roku oraz wzrostowi liczby ludności miasta podjęto decyzję o budowie w tym rejonie nowych budynków, którymi miały być domy jednorodzinne, powstające z prefabrykatów. Ich budowa miała koncentrować się wokół ul. Dusznickiej oraz za Cmentarzem Komunalnym. Budowę rozpoczęto na przełomie lat 1961/1965. Stałe zapotrzebowanie na nowe mieszkania, a także dekapitalizacja istniejących już budynków w centrum miasta wymusiła na władzach budowę nowego osiedla mieszkaniowego złożonego z sześciu klatkowców wraz z pawilonem handlowym i własną kotłownią. Realizacją tej inwestycji zajmowało się Kłodzkie Przedsiębiorstwo Budowlane, które wykonało ją w latach 1971-1975. W późniejszych latach wobec załamania się gospodarki Polskiej Rzeczypospolitej Ludowej w 2 połowie lat 70. oraz kryzysem lat 80. XX wieku zaprzestano wznoszenia nowych bloków. Jedynie budowano w tym rejonie na zachód od ul. Noworudzkiej prywatne domki jednorodzinne. Sytuacja ta utrzymała się w latach 90. XX wieku

### Nazewnictwo
Osiedle zostało nazwane na cześć świętego Wojciecha, który przypuszczalnie udając się z Libic na dwór książęcy Bolesława Chrobrego w Gnieźnie miał zatrzymać się w Kłodzku i odprawić tutaj mszę świętą.

## Administracja
Obszar obecnego osiedla od zawsze dzielił losy polityczno-administracyjne z Kłodzkiem, zostając do niego oficjalnie włączony na początku XIX wieku. Po zakończeniu II wojny światowej znalazł się w granicach Polski. Wszedł jako część Kłodzka w skład województwa wrocławskiego, powiatu kłodzkiego. Z kolei po zmianach w administracji terenowej w latach 70. XX wieku wszedł w skład województwa wałbrzyskiego. W 1999 roku ponownie reaktywowano powiat kłodzki, który wszedł w skład województwa dolnośląskiego.
Na terenie Kłodzka nie występują pomocnicze jednostki administracyjne, takie jak: osiedla, czy dzielnice, dlatego też o większości spraw decyduje samorząd miejski, którego siedziba znajduje się na pl. Bolesława Chrobrego, na Starym Mieście. Mieszkańcy wybierają do Rady Miasta pięciu radnych co 5 lat (do 2018 roku kadencja wynosiła 4 lata), tworząc okręg wyborczy nr 2, wraz z całą środkową i północno-zachodnią częścią miasta, położoną na lewym brzegu Nysy Kłodzkiej.

## Edukacja i kultura
Na osiedlu im. św. Wojciecha działa od 1996 roku Niepubliczne Przedszkole „Promyczek”, które opiekuje się dziećmi w wieku od 3 do 5 lat. Dzieci w wieku 7-15 lat pobierają naukę w mieszczącej się na pobliskim osiedlu Kruczkowskiego – Szkole Podstawowej nr 3 im. kpt. Betleja przy ul. Jana Pawła II 2-4. Następnie kontynuują kształcenie w zdecydowanej większości w szkołach średnich położonych w centrum miasta.
Na ul. Drzymały 1a działa filia nr 1 Powiatowej i Miejskiej Biblioteki Publicznej im. Marii Dąbrowskiej. Filia ta została uruchomiona 12 lipca 1972 roku w prywatnym domu jednorodzinnym przy ul. Korytowskiej 18 z inicjatywy Elżbiety Święcickiej, która została jej pierwszym kierownikiem. 31 lipca 1975 roku siedziba filii została przeniesiona do obecnego pawilonu, który został wynajęty od WSS „Społem”. Zgodnie z umową filia oprócz udostępniania księgozbioru miała obowiązek prowadzić działalność kulturalno-oświatową dla mieszkańców osiedla.

## Religia
Większość mieszkańców osiedla stanowią wyznawcy Kościoła rzymskokatolickiego. Osiedle wchodzi w skład katolickiej parafii Wniebowzięcia Najświętszej Maryi Panny, która obejmuje swoim zasięgiem całą środkową i północno-zachodnią część miasta oraz Gołogłowy. Została ona utworzona w średniowieczu. Jej siedziba znajduje się na terenie starówki. Obecnie funkcję proboszcza sprawuje ks. Henryk Całka, SJ. Parafia ta wchodzi w skład diecezji świdnickiej i dekanatu kłodzkiego.

## Architektura i urbanistyka
Osiedla im. św. Wojciecha ma bardzo zróżnicowany układ urbanistyczny. Jego centralną część stanowi zespół sześciokondygnacyjnych bloków mieszkalnych (klatkowców), wśród których znajduje się pawilon handlowy mieszczący supermarket. Z kolei w północnej i południowo-wschodniej części osiedla znajdują się prywatne domy jednorodzinne powstające od początku XX wieku. Całość od wschodniej strony otoczona jest ogródkami działkowymi oraz Parkiem św. Wojciecha. Od strony wschodniej za niewielkim ciekiem wodnym znajdują się zabudowania gospodarcze przy ul. Objazdowej oraz siedziba kłodzkiego oddziału Generalnej Dyrekcji Dróg Krajowych i Autostrad, Zakład Energetyczny i Poczta Polska oraz giełda samochodowa.
W 1998 roku na rogu ulic Korytowskiej i Objazdowej zbudowano kilka bloków mieszkalnych do których przesiedlono mieszkańców miasta z prawobrzeżnej części Kłodzka, którzy ucierpieli podczas powodzi tysiąclecia.
Znaczącą powierzchnię zajmuje także Cmentarz Komunalny, znajdujący się na południowo-zachodnim krańcu osiedla. Jest to największy tego typu obiekt zarówno w mieście, jak i w powiecie kłodzkim. Zajmuje powierzchnię 8,93 ha.
W skład osiedla wchodzi 9 ulic:
- ul. Jana Długosza
- ul. Michała Drzymały
- ul. Dusznicka (częściowo)
- ul. Józefa Kromera
- ul. Korytowska
- ul. Noworudzka (częściowo)
- ul. Ogrodowa
- ul. Objazdowa (częściowo)
- ul. Słoneczna
- ul. św. Wojciecha

Do ważniejszych zabytków należą: krzyż pokutny z XIV/XVI wieku oraz kolumna maryjna na ul. Korytowskiej.

## Rekreacja
Osiedle im. św. Wojciecha posiada spore obszary rekreacyjne do których zaliczyć możemy: Państwowe Ogródki Działkowe, zlokalizowane we wschodniej części osiedla, które są zgrupowane w dwóch trzech:
- POD „Nowy Świat”
- POD „Odrodzenie”
- POD „Światowid”

Poza tym każdy z domów jednorodzinnych posiada własne, przydomowe niewielkie ogródki działkowe. Z kolei między blokami znajdują się place zabaw, z których korzystają lokalne dzieci oraz młodzież. We wschodniej części osiedla bezpośrednio po zakończeniu II wojny światowej został założony Park św. Wojciecha (nazwa od lat 90. XX wieku), który powstał przez splantowanie dawnych dwóch poniemieckich cmentarzy.

## Gospodarka
Osiedle posiada w pełni rozwiniętą własną infrastrukturę handlową. Działa tu kilka prywatnych sklepów osiedlowych, m.in. „Żabka”, „Lewiatan”, „ABC”. Poza tym w jego centrum zlokalizowany jest supermarket. W południowo-wschodniej części osiedla na skrzyżowaniu ulic Noworudzkiej i Dusznickiej znajduje się stacja paliw BP, a za nim hotel i restauracja „Korona”.

## Infrastruktura

### Transport
Dawniej przez południowy teren osiedla im. Świętego Wojciecha wiodła prastara droga wiodąca z Wrocławia do Pragi. Straciła ona na znaczeniu po wybudowaniu obwodnicy Kłodzka, której pierwszy północny odcinek oddano do użytku w latach 70/80. XX wieku, zaś zachodni i południowy pod koniec lat 10. XXI wieku. Współcześnie najważniejsze dwie arterie osiedla, czyli ulice: Dusznicka, Noworudzka i Korytowska mają charakter dróg powiatowych.

### Komunikacja
Komunikację miejską na terenie osiedla obsługuje prywatna firma A-Vista. Na terenie osiedla znajdują się współcześnie trzy przystanki autobusowe: Kłodzko, ul. Korytowska/Objazdowa, Kłodzko, ul. Objazdowa - Energetyka i Kłodzko, ul. Dusznicka, Baza PKS/Biedronka. Busy z nich odjeżdżające kursują na trasie Kłodzko/ul. Szpitalna/Szpital w kierunku Kłodzko/ul. Noworudzka/Galeria.
Ponadto na południe od cmentarza zlokalizowany jest przystanek Kłodzko, ul. Dusznicka, z którego odjeżdżają autobusy podmiejskie oraz dalekobieżne. Obsługiwany jest on przez PKS Kłodzko oraz Beskid-Przewozy.

### Bezpieczeństwo
W zakresie ochrony przeciwpożarowej oraz innych miejscowych zagrożeń – osiedle im. św. Wojciecha podlega rejonowi działania Powiatowej Straży Pożarnej, mieszczącej się przy ul. Traugutta 7 oraz Komendy Powiatowej Policji w Kłodzku, która ma tutaj swoją główną siedzibę przy pl. Chopina 2. Funkcję dzielnicowego pełni st. asp. Rafał Pietrołaj (VI Rejon Służbowy). Z ramienia kłodzkiej straży miejskiej VI Rejon Służbowy obsługują: st. insp. Robert Garbowski i mł. strażnik Arkadiusz Pawłowicz.
Przy ulicy Dusznickiej zlokalizowany jest zbiornik wody pitnej, powstały w latach 80. XIX wieku, należący do Wodociągów Kłodzkich.